# El sacrificio de Isaac (Rembrandt)
El sacrificio de Isaac es una obra del pintor holandés Rembrandt. Está realizado en óleo sobre tela, y fue pintado en el año 1635. Mide 193 cm de alto y 133 cm de ancho. Se exhibe actualmente en el Museo del Hermitage de San Petersburgo (Rusia). 
Trata un tema del Antiguo Testamento que ya había sido reflejado en cuadros precedentes, por ejemplo, por Caravaggio. La obra está firmada y datada: REMBRANDT. F. 1635. La escena representa el momento culminante del episodio bíblico: Dios pidió a Abraham que le sacrificase su único hijo, Isaac como prueba de su fe. En el momento en el que el viejo va a dar el golpe a su hijo, un ángel enviado por Dios le pide que se detenga; en el cuadro de Rembrandt, el ángel sujeta directamente la mano del viejo para que no aseste el golpe mortal.